# 產露
產露（英語：lochia）指雌性哺乳動物分娩後，由血液、子宮內殘留的胎盤碎片等組成的陰道分泌物，是醫學、產科學的一個術語，又、俗稱惡露。